# Silene crispata
Silene crispata är en nejlikväxtart som beskrevs av John Stevenson. Silene crispata ingår i släktet glimmar, och familjen nejlikväxter. Inga underarter finns listade i Catalogue of Life.